# The Big Mash Up
The Big Mash Up ist das fünfzehnte Studioalbum der deutschen Dance-Band Scooter. Es wurde am 14. Oktober 2011 auf Scooters Eigenlabel Sheffield Tunes veröffentlicht.

## Über das Album
Zuvor war bereits am 20. Mai 2011 die Single The Only One herausgekommen. Die zweite Single David Doesn’t Eat erschien am selben Tag wie das Album. Eine dritte Single, mit dem Titel C’est Bleu kam anschließend am 2. Dezember 2011 mit Vicky Leandros heraus. Am 23. März 2012 wurde eine neue Version von It’s A Biz (Ain’t Nobody) als vierte Single veröffentlicht.
Das Album ist stark von dubstep beeinflusst und unterscheidet sich vom früheren Stil der Band. Der neue Stil wurde von Scooter Fans mit unterschiedlichen Reaktionen aufgenommen.
The Big Mash Up wurde in drei Versionen veröffentlicht:
1. Limitierte Fan Box – Zwei CDs (1. Das Normale Album The Big Mash Up, 2. Ein Mega-Mix, ein zusammenhängendes Lied aus allen bisher veröffentlichten Singles) und eine DVD des Konzerts „The Stadium Techno Inferno“ (2011) sowie unterzeichnete Autogrammkarten und eine Kette.[6]
2. Limitierte Auflage – Zwei CDs (Normale Album, Mega-Mix) und eine DVD des Konzerts „The Stadium Techno Inferno“ (2011)
3. Standard Ausgabe – Das Normale Album The Big Mash Up

## Titelliste

### CD1
1. C.I.F.L. – 0:49
2. David Doesn’t Eat – 3:38
3. Dreams – 3:12
4. Beyond the Invisible – 3:35
5. Sugary Dip – 3:26
6. It’s a Biz (Ain’t Nobody) – 4:46
7. C’est Bleu (feat. Vicky Leandros) – 4:11
8. 8:15 to Nowhere – 4:50
9. Close Your Eyes – 3:26
10. The Only One – 3:33
11. Sex and Drugs and Rock ’n’ Roll – 3:35
12. Copyright – 3:30
13. Bang Bang Club – 4:02
14. Summer Dream – 3:21
15. Mashuaia – 6:05
16. Friends Turbo – 3:19

### CD2
1. Suck My Megamix – The Longest Scooter in the World – 1:19:57

### Web
1. Suck My Megamix – The Longest Scooter Single In The World (Extended Version) – 1:53:18

CD2 (Suck My Megamix):
1. One (Always Hardcore)
2. Ti Sento
3. Jumping All Over The World
4. Jump That Rock (Whatever You Want)
5. And No Matches
6. The Question Is What Is The Question?
7. Faster Harder Scooter
8. Hello! (Good To Be Back)
9. Move Your Ass
10. How Much Is the Fish?
11. Jigga Jigga!
12. Ramp! (The Logical Song)
13. Nessaja
14. J’adore Hardcore
15. Friends Turbo
16. Let Me Be Your Valentine
17. Rebel Yell
18. Endless Summer
19. I’m Raving
20. Suavemente
21. Apache Rocks The Bottom
22. Lass Uns Tanzen
23. Shake That!
24. The Only One
25. We Are The Greatest
26. Aiii Shot The DJ
27. Maria (I Like It Loud)
28. Posse (I Need You On The Floor)
29. Stuck On Replay
30. She’s The Sun
31. The Night
32. Weekend!
33. I’m Lonely
34. Fuck The Millennium
35. Call Me Mañana
36. Fire
37. Behind The Cow
38. Break It Up
39. The Sound Above My Hair
40. The Age Of Love
41. No Fate
42. I’m Your Pusher
43. I Was Made For Lovin’ You
44. Move Your Ass
45. Hyper Hyper
46. Back In The U.K.

## Limitierte Auflagen
Eine limitierte Auflage Version des Albums verfügt über eine DVD mit Roller The Stadium Techno Inferno – Live in Hamburg 2011 Konzert.
DVD (The Stadium Techno Inferno – Live in Hamburg 2011) Titelliste:
1. Intro
2. Hello! (Good To Be Back)
3. Aiii Shot The DJ
4. Jumping All Over The World
5. The Question Is What Is The Question?
6. I’m Raving
7. The Only One
8. The Logical Song
9. The Leading Horse
10. Stuck On Replay
11. Frequent Traveler / Sunrise (Here I Am) / Cambodia
12. Jigga Jigga!
13. Habanera
14. Fuck The Millenium / Call Me Mañana
15. No Fate
16. Ti Sento
17. J’adore Hardcore
18. Jump That Rock (Whatever You Want)
19. How Much Is The Fish?
20. One (Always Hardcore)
21. Fire
22. Nessaja
23. Maria (I Like It Loud)
24. Move Your Ass / Endless Summer / Hyper Hyper

Limitierte Deluxe Fan-Box
Die limitierte Deluxe Fan-Box hat einen identischen Inhalt, wird jedoch mit einer exklusiven H. P. Baxxter Halskette, einem doppelseitigen Poster und 4 handsignierten Autogrammkarten in einer speziellen Box verpackt ausgeliefert.
| Region      | Datum             | Label            | Format                                                |
| ----------- | ----------------- | ---------------- | ----------------------------------------------------- |
| Deutschland | 14. Oktober 2011  | Sheffield Tunes  | 2 CD (Standard Ausgabe)                               |
| Deutschland | 14. Oktober 2011  | Sheffield Tunes  | 2 CD + DVD (Limitierte Auflage)                       |
| Deutschland | 14. Oktober 2011  | Sheffield Tunes  | 2 CD + DVD + Sonderposten (limitierte Deluxe Fan-Box) |
| Deutschland | 14. Oktober 2011  | Sheffield Tunes  | Download                                              |
| Dänemark    | 2. November 2011  | Warner musik DK  | 2 CD (Standard Ausgabe)                               |
| Dänemark    | 2. November 2011  | Warner musik DK  | 2 CD + DVD (Limitierte Auflage)                       |
| Polen       | 4. November 2011  | Magic Records    | 2 CD (Standard Ausgabe)                               |
| Australien  | 18. November 2011 | Central Station  | 2 CD (Standard Ausgabe)                               |
| Singapur    | Dezember 2011     | EQ Music Pte Ltd | 2 CD + DVD (Sonderausgabe 3-Disc)                     |
| Russland    | 1. März 2012      | Kontora Music    | CD                                                    |
| Deutschland | 16. März 2012     | Sheffield Tunes  | Download (2012 Tour edition)                          |

## Titel und Originallieder
| Titel                     | Neuinterpretation von / Original-Version                                                                       |
| ------------------------- | --- |
| David Doesn’t Eat         | The Nick Straker Band – A Walk in the Park, Nero – Promises, The Black Eyed Peas – Boom Boom Pow               |
| The Only One              | The Charlatans – The Only One I Know, Nirvana – Lithium, Rhythm Gangsta – The Crowd Song                       |
| C’est Bleu                | André Popp und Pierre Cour – L’amour est bleu, Vicky Leandros, Duran Duran – The Reflex, The Hose – I survived |
| It’s A Biz (Ain’t Nobody) | Chaka Khan – Ain’t Nobody                                                                                      |